# Ancien aéroport international de Doha
Pour les articles homonymes, voir DIA.
L'aéroport international de Doha (arabe : مطار الدوحة الدولى) (code IATA : DIA • code OACI : OTBD) est un ancien aéroport commercial du Qatar.
Situé près de la capitale Doha, il servait de base pour la compagnie Qatar Airways, et a accueilli plus de 15 millions de passagers en 2010.
Cet aéroport a été remplacé par le nouvel aéroport international Hamad en 2014. 

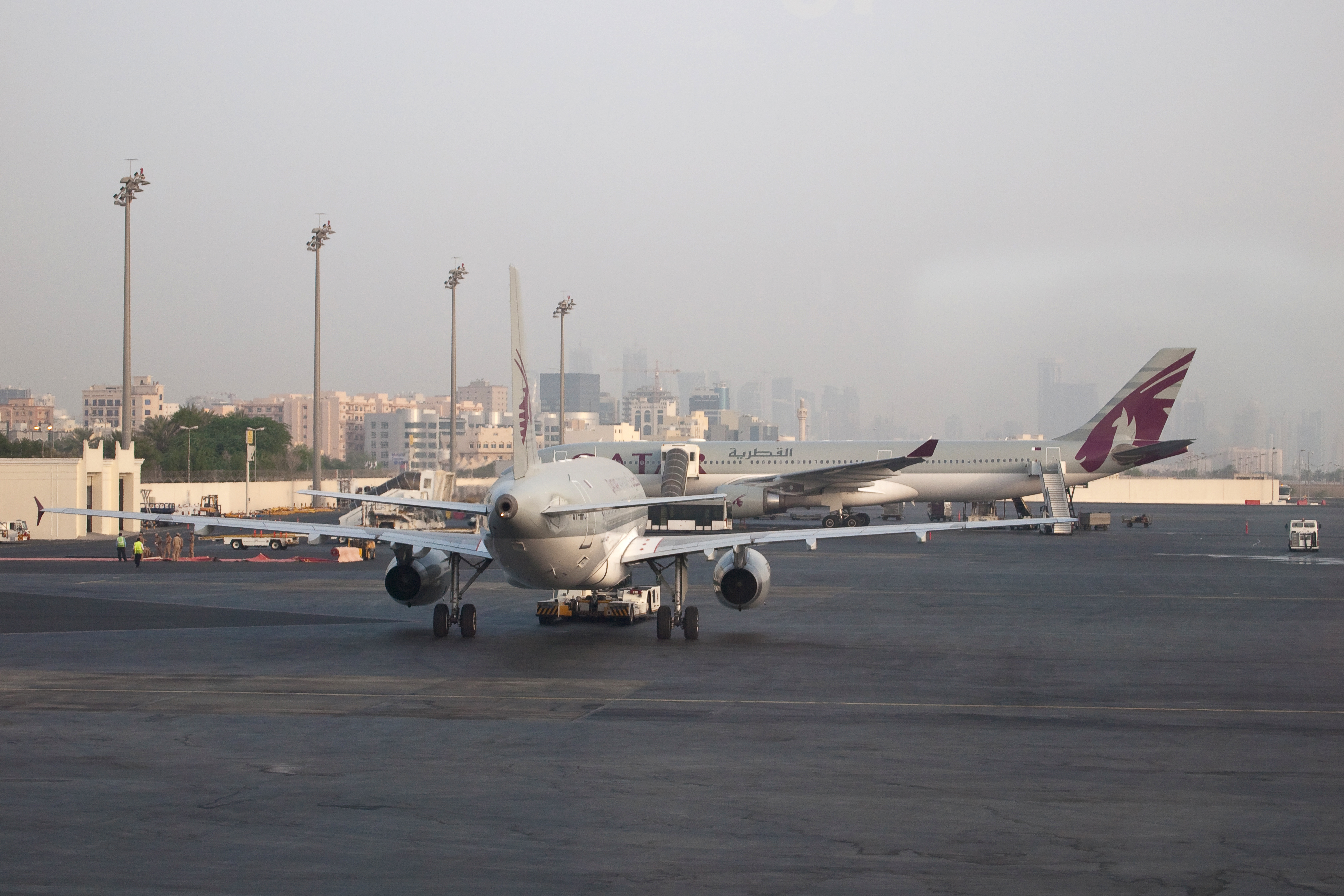
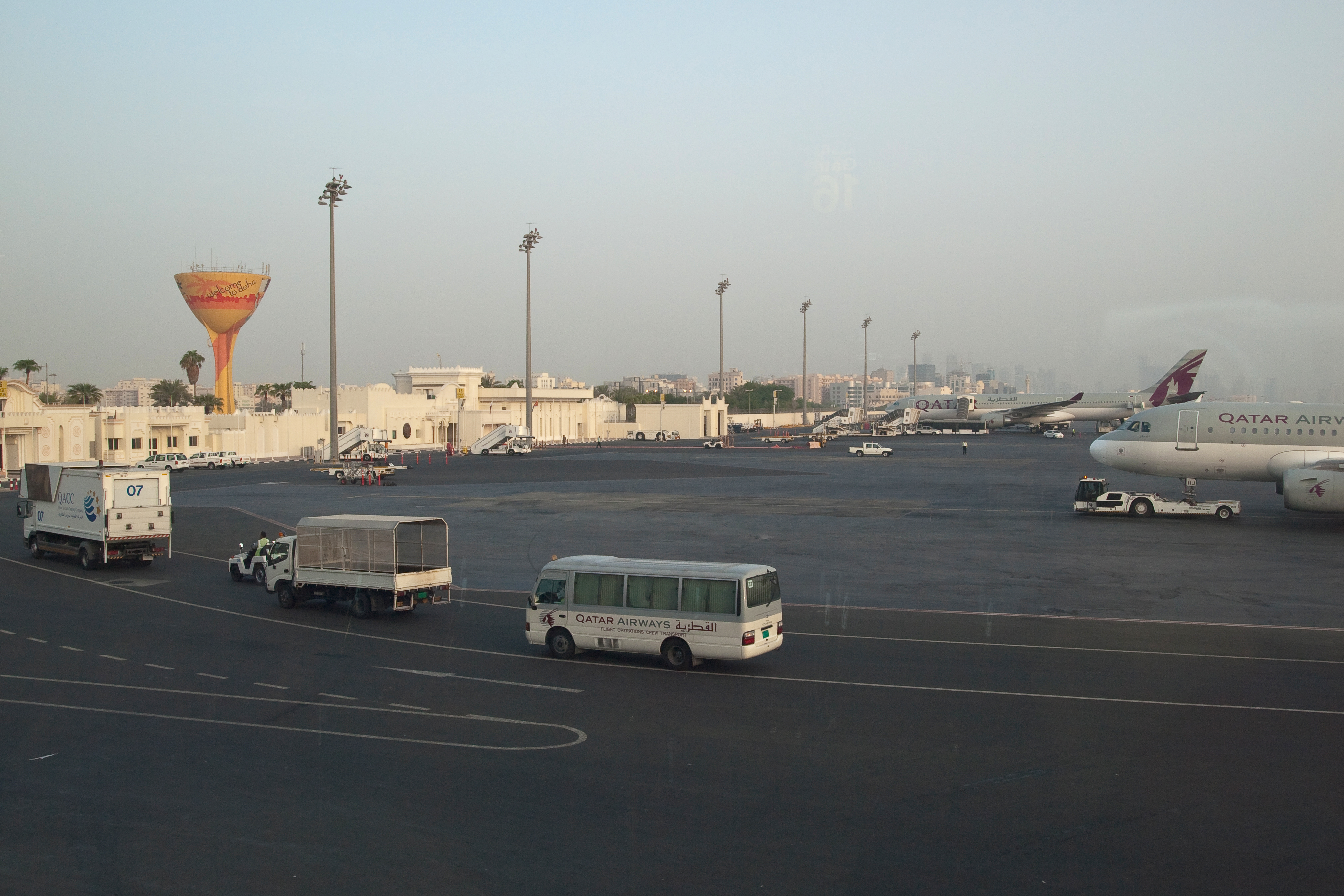